# L'Obac (Abella de la Conca)
L'Obac, és una obaga del terme municipal d'Abella de la Conca, a la comarca del Pallars Jussà.
Està situat a la part meridional del terme municipal, al sud de la vila d'Abella de la Conca. És a llevant de la Carretera d'Abella de la Conca en els seus primers quilòmetres de recorregut, a llevant de Cal Pere de la Isidra, Cal Peu i Casa la Loli. És a l'esquerra del barranc del Mas de Mitjà, i arriba fins a l'extrem sud-oest del Serrat de la Savina.
Està inclòs en la partida del Clot de Fa, en la qual ocupa la part de llevant.

## Etimologia
Es tracta d'un topònim romànic descriptiu, on el corònim indica que es tracta d'un obac per antonomàsia, sense que calgui cap complement del nom accessori.